# Tomopterna damarensis
Tomopterna damarensis är en groddjursart som beskrevs av Abeda Dawood och Alan Channing 2002. Tomopterna damarensis ingår i släktet Tomopterna och familjen Pyxicephalidae. IUCN kategoriserar arten globalt som otillräckligt studerad. Inga underarter finns listade i Catalogue of Life.